# Reducción progresiva (medicina)

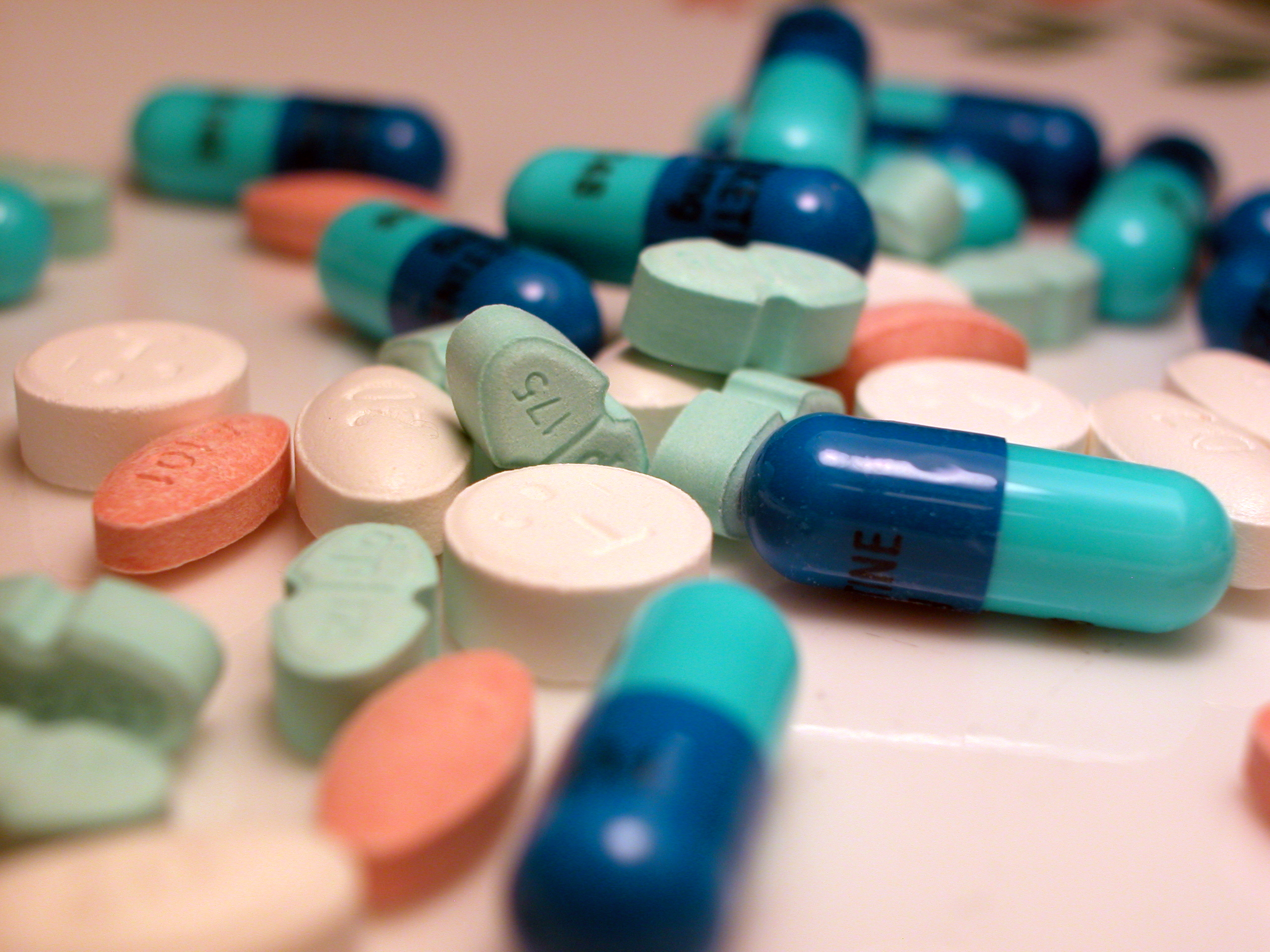
La reducción progresiva es una práctica común para evitar síntomas de abstinencia al dejar medicamentos.

En medicina, la reducción progresiva es la práctica de reducir gradualmente la dosis de un medicamento con el objetivo de minimizar o evitar los síntomas de abstinencia que pueden surgir debido a la adaptación neurobiológica al fármaco.
Los medicamentos psicotrópicos recetados que pueden requerir reducción progresiva debido a esta dependencia física incluyen opioides, inhibidores selectivos de la recaptación de serotonina, antipsicóticos, anticonvulsivos, y benzodiazepinas.

## Reducción cruzada
La reducción cruzada consiste en reducir gradualmente un medicamento mientras se introduce uno nuevo, que es titrado hasta alcanzar una dosis efectiva. Este enfoque se utiliza comúnmente para minimizar los riesgos de efectos secundarios, síntomas de abstinencia y para asegurar una transición más segura entre tratamientos farmacológicos. Es particularmente relevante en la gestión de medicamentos psicotrópicos como antipsicóticos y antidepresivos.

### Indicaciones clínicas
La reducción cruzada se indica en diversas situaciones clínicas, tales como:
- Cambio de medicamentos ineficaces: Cuando un medicamento no está produciendo los efectos deseados en el paciente, es necesario sustituirlo por otro que tenga una mejor probabilidad de éxito terapéutico.
- Minimización de efectos secundarios: Algunos medicamentos pueden causar efectos secundarios intolerables, lo que justifica su cambio por alternativas con un perfil de seguridad más favorable.
- Evitar interacciones medicamentosas: En pacientes que toman múltiples fármacos, se pueden presentar interacciones negativas que requieran ajustar el tratamiento.
- Condiciones comórbidas: Ciertas condiciones médicas pueden exigir un cambio de tratamiento para abordar nuevas necesidades terapéuticas o complicaciones.

### Proceso de reducción cruzada
El proceso de reducción cruzada consta de varios pasos clave:
1. Evaluación inicial: Se revisa el historial médico y farmacológico del paciente para identificar posibles riesgos asociados con el cambio de medicamentos.
2. Reducción del medicamento actual: Se disminuye gradualmente la dosis del medicamento en uso, siguiendo un protocolo específico para evitar síntomas de abstinencia.
3. Introducción del nuevo medicamento: Se inicia el nuevo tratamiento a una dosis inicial baja, incrementándola de forma progresiva hasta alcanzar niveles terapéuticos.
4. Supervisión clínica: Durante todo el proceso, el paciente debe ser monitoreado estrechamente para detectar cualquier efecto adverso, síntomas de abstinencia o falta de eficacia del nuevo medicamento.

### Beneficios y riesgos

#### Beneficios
- Permite una transición controlada entre medicamentos.[9]
- Minimiza los riesgos de abstinencia y efectos secundarios graves.
- Mejora la adherencia del paciente al tratamiento.

#### Riesgos
- Puede requerir un período prolongado, lo que podría ser incómodo para el paciente.
- Existe un riesgo de superposición de efectos secundarios de ambos medicamentos.
- La variabilidad individual en la respuesta puede complicar el proceso.

### Ejemplos de uso
La reducción cruzada es especialmente común en los siguientes escenarios:
- Antipsicóticos: Al cambiar de un antipsicótico típico a uno atípico para mejorar el control de los síntomas con menos efectos secundarios extrapiramidales.
- Antidepresivos: En la transición entre inhibidores selectivos de la recaptación de serotonina (ISRS) e inhibidores de la recaptación de serotonina y norepinefrina (IRSN) para manejar trastornos depresivos resistentes.[10]
- Benzodiazepinas: En la sustitución de benzodiazepinas de acción corta por otras de acción prolongada para facilitar una posterior retirada gradual.

### Consideraciones especiales
En algunos casos, la reducción cruzada debe ajustarse a factores específicos:
- Edad del paciente: Los pacientes mayores pueden ser más susceptibles a efectos secundarios y requieren ajustes más lentos.
- Condiciones médicas preexistentes: Las comorbilidades como insuficiencia hepática o renal pueden influir en la velocidad del proceso.
- Interacciones farmacológicas: La elección del nuevo medicamento debe considerar posibles interacciones con otros tratamientos en curso.

### Directrices y recomendaciones
Organizaciones de salud y guías clínicas han elaborado recomendaciones para la reducción cruzada. Por ejemplo:
- La Organización Mundial de la Salud (OMS) sugiere estrategias específicas para minimizar riesgos en la transición entre medicamentos psicotrópicos.
- Guías nacionales, como las del Instituto Nacional para la Excelencia en la Salud y la Atención (NICE) en el Reino Unido, detallan protocolos de reducción cruzada para antidepresivos y antipsicóticos.

## Grupos de apoyo entre pares
Grupos de apoyo entre pares, como survivingantidepressants.org, ofrecen un espacio donde las personas que están reduciendo medicación pueden discutir enfoques y síntomas de abstinencia. Estos grupos a menudo abogan por una reducción más lenta que la practicada en la medicina estándar.